# پایگاه هوایی کاوهایوکی
پایگاه هوایی کاوهایوکی (به انگلیسی: Kauhajoki Airfield) (به زبان بومی: Kauhajoen lentokenttä) یک فرودگاه خصوصی با کد یاتا KHJ است که یک باند فرود آسفالت دارد و طول باند آن ۱۱۶۰ متر است. این فرودگاه در کشور فنلاند قرار دارد و در ارتفاع ۱۲۴ متری از سطح دریا واقع شده است.